# Adolphe Ier de Holstein
Pour les articles homonymes, voir Adolphe Ier.
Adolphe Ier, mort le 13 novembre 1130, est comte de Schaumbourg de 1106 et comte de Holstein de 1111 à sa mort. Ses descendants de la maison de Schaumbourg doit régner sur le Holstein pendant presque 350 ans.

## Biographie
Adolphe de Schaumbourg est originaire de Westphalie où le château éponyme de sa famille se trouvait sur le flanc sud du Weserbergland à l'est de la cité moderne de Rinteln (arrondissement de Schaumbourg). Il fut comte de Schaumbourg depuis 1106.
Après la mort du comte Gottfried de Hambourg au combat contre les Slaves, son suzerain Lothaire de Supplinbourg, duc de Saxe, lui inféode vers 1111 le comté de Holstein et Stormarn afin de constituer une marche destinée à contenir les Wagriens, les Abodrites, mais également au nord les forces du royaume de Danemark. Dans ce cadre, il a également coopéré avec le prince des Abodrites Henri.
Son deuxième fils Adolphe II lui succède, l'aîné, Hartung, ayant été tué en 1126 à la bataille de Chlumec.